# Монтегю-ле-Блан (Крёз)
Монтегю́-ле-Блан (фр. Montaigut-le-Blanc, окс. Mont Agut / Montagut) — коммуна во Франции, находится в регионе Лимузен. Департамент коммуны — Крёз. Входит в состав кантона Сен-Вори. Округ коммуны — Гере.
Код INSEE коммуны — 23132.

## Население
Население коммуны на 2010 год составляло 387 человек.
| 1962 | 1968 | 1975 | 1982 | 1990 | 1999 | 2010 |
| ---- | ---- | ---- | ---- | ---- | ---- | ---- |
| 573  | 537  | 471  | 461  | 448  | 396  | 387  |

## Экономика
В 2010 году среди 230 человек трудоспособного возраста (15—64 лет) 163 были экономически активными, 67 — неактивными (показатель активности — 70,9 %, в 1999 году было 71,5 %). Из 163 активных жителей работали 147 человек (81 мужчина и 66 женщин), безработных было 16 (12 мужчин и 4 женщины). Среди 67 неактивных 18 человек были учениками или студентами, 32 — пенсионерами, 17 были неактивными по другим причинам.